# Radimir Čačić

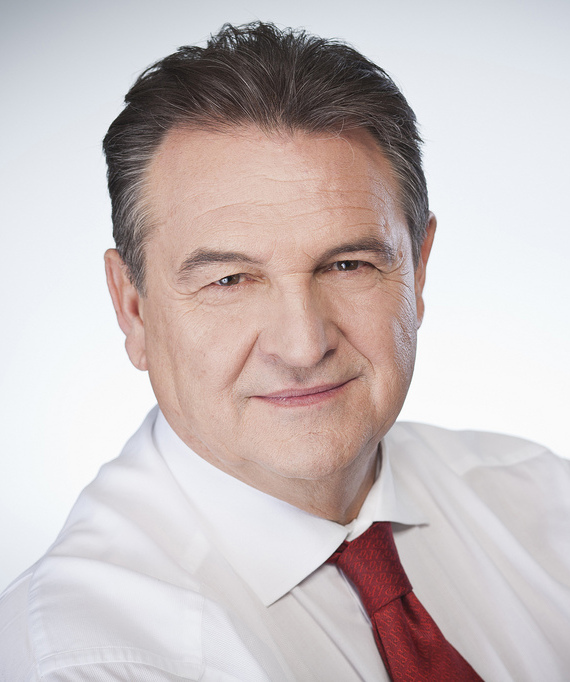
Radimir Čačić

Radimir Čačić (* 11. Mai 1949 in Zagreb, Jugoslawien) ist ein kroatischer Bauunternehmer und Politiker der Hrvatska narodna stranka – Liberalni demokrati (HNS), derzeitiger Gespan der Gespanschaft Varaždin.

## Leben
An der Universität Zagreb studierte er Architektur. Er arbeitete für das kroatische Bauunternehmen Zagorje aus Varaždin in den 1970ern. 1979 wurde er Mitgründer des Bauunternehmens DP Coning, Varaždin. Im Kroatienkrieg war er Brigadier.
Von 1995 bis 2000 war er als Nachfolger von Savka Dabčević-Kučar Parteivorsitzender der Hrvatska narodna stranka – Liberalni demokrati, dessen Mitglied er seit 1990 ist. Ihm folgte 2000 im Amt als Parteivorsitzende Vesna Pusić. Von 2000 bis 2003 war er Minister für Öffentliche Arbeiten, Bau und Wiederaufbau. 2008 bis 2013 war Čačić erneut Parteivorsitzender der HNS. Von 2005 bis 2008 war er Gespan der Gespanschaft Varaždin.
Vom 23. Dezember 2011 bis 14. November 2012 war Čačić Stellvertretender Ministerpräsident und Wirtschaftsminister in Kroatien. 2012 trat er von seinen Ämtern als Wirtschaftsminister und Stellvertretender Ministerpräsident zurück, nachdem er zu einer Haftstrafe von 22 Monaten verurteilt worden war. Die Strafe wurde gegen ihn verhängt, da er in Budapest 2010 einen Verkehrsunfall mit zwei Todesopfern wegen zu hoher Geschwindigkeit verursacht hatte. 2015 gründete er als Abspaltung von der HNS die neue Partei Narodna stranka – Reformisti, deren erster Parteivorsitzender er wurde.

## Preise und Auszeichnungen (Auswahl)
- Fürst-Domagoj-Orden mit Halsband